# PalaMalè
Il PalaMalè è un palazzetto dello sport di Viterbo, di proprietà comunale. È il più grande impianto sportivo coperto della città ed è utilizzato per pallacanestro, pallavolo, pugilato e calcio a 5.
Attualmente vi si disputano le partite casalinghe della Stella Azzurra Viterbo (pallacanestro maschile), delle Ants Viterbo (pallacanestro femminile) e dell'Active Network Futsal Viterbo (calcio a 5). Ha ospitato anche il Tuscania Volley (pallavolo maschile). Vi ha sede la delegazione provinciale di Viterbo della Federazione Italiana Pallacanestro. Ospita occasionalmente match di pugilato e anche concerti, meeting e manifestazioni pubbliche di vario genere.
È stato aperto nel 1983 e dal 2005 è intitolato a Luigi Malè (1929-2003), pugile viterbese campione italiano dei pesi medi nel 1950 e nel 1952. Fino ad allora l'impianto era popolarmente noto come PalaCimini, da Via Monti Cimini, la strada in cui sorge. Il PalaMalè si trova nel quartiere Murialdo, sviluppatosi a partire dagli anni '70 nella zona est della città.
Accanto al PalaMalè è ubicata la piscina comunale di Viterbo e a pochi metri ci sono le strutture sportive dell'oratorio parrocchiale di San Leonardo Murialdo (palestra per pallacanestro e pallavolo, campo da calcio a 5 e da pallacanestro).

## Storia
Prima della realizzazione dell'odierno PalaMalè, l'impianto principale per il basket a Viterbo era la palestra di Santa Maria della Verità in Via Oslavia, nel quartiere Cappuccini, costruita nel 1973 e tuttora in uso. Negli anni ancora precedenti si giocava all'aperto all'Arena Libertas, campo in cemento non più esistente situato vicino a Porta Fiorentina.
I risultati della SISV Viterbo, società di pallacanestro femminile la cui squadra ha militato per 14 stagioni in massima serie, resero necessaria la costruzione di un impianto più capiente.
Nel 1979 il Comune di Viterbo bandì un concorso per la progettazione di un nuovo complesso sportivo. Nel capitolato d'appalto era richiesta una "palestra ad unità strutturali prefabbricate o realizzate con tecnologie che consentano una notevole rapidità di esecuzione". Vinse il progetto dell'architetto romano Cesare Ligini, che aveva già progettato il velodromo olimpico e la sede del Ministero delle Finanze all'Eur, esempi di stile moderno internazionale, oggi demoliti o in disuso. Il palazzetto dello sport di Viterbo fu inaugurato il 15 ottobre 1983 e fu l'ultimo lavoro di Ligini. 
Originariamente il palazzetto dello sport doveva far parte di un grande complesso sportivo mai concretizzatosi e la stessa piscina comunale, che si trova accanto, fu edificata molti anni dopo con un progetto diverso. Non furono mai effettuati, inoltre, gli ampliamenti del palazzetto previsti dal progetto (realizzazione delle curve e di un secondo livello di gradinate). A parte le periodiche sostituzioni del parquet (1995, 2003, 2009), l'impianto non ha mai subito radicali interventi di ristrutturazione e il suo aspetto è sostanzialmente rimasto invariato nel corso degli anni. 
Nell'estate 2023 sono stati avviati dal Comune di Viterbo, con fondi PNRR, interventi di efficientamento energetico e miglioramento generale. 

### Pallacanestro
La partita inaugurale del 15 ottobre 1983 è stata un incontro di basket maschile di Serie C1 tra la Pallacanestro Viterbo e il Palestrina.
Al PalaMalè sono state disputate:
- 4 stagioni di Coppa Ronchetti di pallacanestro femminile (Sisv Viterbo 1983-1984, 1984-1985, 1985-1986, 1989-1990)
- 16 stagioni di Serie A1 femminile (SISV Viterbo 1983-1984, 1984-1985, 1985-1986, 1986-1987, 1987-1988, 1988-1989, 1989-1990, 1990-1991, 1991-1992, 1993-1994, 1994-1995; Virtus Viterbo 2002-2003, 2003-2004, 2005-2006, 2006-2007, 2007-2008, 2008-2009).
- 14 stagioni di Serie A2 femminile (SISV Viterbo 1992-1993, Virtus Viterbo 1999-2000, 2000-2001, 2001-2002, 2004-2005, 2009-2010; Ants Viterbo 2010-2011, 2011-2012, 2012-2013, 2013-14, 2014-2015, 2015-2016, 2016-2017, 2019-2020).
- 15 stagioni di Serie B d'Eccellenza, Serie B e Serie B Interregionale maschile (Libertas Viterbo 1992-1993, 1993-1994, 1994-1995, 1995-1996, 1996-1997, 1997-1998, 1998-1999, 1999-2000; Lazio Basket 2001-2002, 2002-2003; Stella Azzurra Viterbo 2014-2015, 2015-2016, 2016-2017, 2023-2024).

I momenti di pallacanestro più alti che hanno avuto come teatro il PalaMalè sono stati:
- le finali di Coppa dei Campioni e di Coppa Ronchetti di pallacanestro femminile[3], entrambe il 13 marzo 1985. Nella finale di Coppa dei Campioni, disputata alle ore 19, la A.S. Vicenza sconfisse il Daugawa Riga 63-55. Nella finale di Coppa Ronchetti, disputata alle ore 21, il CSKA Mosca, superò le padrone di casa della SISV Viterbo 76-64;
- la serie finale dei playoff di Serie B d'Eccellenza di pallacanestro maschile tra Libertas Viterbo e Don Bosco Livorno. Al PalaMalè si disputò gara-2 il 22 maggio 1996, vinta dalla squadra di casa 78-83. La serie fu vinta poi dalla formazione toscana, promossa in Serie A2.

Il PalaMalè ha ospitato eventi speciali di pallacanestro, tra cui:
- le partite della prima edizione dei Giochi Mondiali Militari organizzati a Roma dal 7 al 15 settembre 1995[4];
- l'All-Star Game di Serie B d'Eccellenza e Serie B di pallacanestro maschile il 27 marzo 1997;
- l'All-Star Game di pallacanestro femminile il 2 dicembre 2000, con gara delle schiacciate vinta da Francesca Zara;
- un'amichevole con la partecipazione di Dwyane Wade, allora giocatore universitario, tra una selezione NCAA e la Civitas 2000, squadra dilettantistica di Viterbo, il 13 giugno 2001;
- il Basket Day, manifestazione nazionale di pallacanestro con amichevoli di Serie A ed eventi a tema, in due edizioni: il 7 settembre 2002 e il 18-19 settembre 2003;
- una partita amichevole di pallacanestro femminile tra la Nazionale degli Stati Uniti e la Virtus Viterbo il 17 aprile 2007.

Il PalaMalè è stato sede delle partite interne di alcune squadre di Viterbo nelle categorie Serie C1/DNC/Serie C Gold, Serie C2/Serie C Regionale, Serie D, Promozione, Prima Divisione: Pallacanestro Viterbo, Civitas 2000, Pallacanestro Primo Michelini, Santa Rosa Basket, Libertas Giammei, Fortitudo Viterbo, Stella Azzurra Viterbo. È inoltre utilizzato dai settori giovanili.

### Pallavolo
Il PalaMalè ha ospitato a più riprese le partite casalinghe di squadre viterbesi di pallavolo maschile e femminile, in categorie minori. Oggi tali squadre fanno base al PalaVolley di Via Gran Sasso, sempre nel quartiere Murialdo.
Intorno al 2000 ha ospitato alcune partite casalinghe della Roma Volley in Serie A1 maschile.
Dalla stagione 2016-17 alla 2019-2020 ha ospitato le partite casalinghe del Tuscania Volley, militante in Serie A2 maschile.

### Pugilato
Il PalaMalè ha ospitato match e riunioni di pugilato di vari livelli e categorie. Dal 2010 vi si sono svolti alcuni match del pugile napoletano Andrea Di Luisa, residente a Viterbo:
- 4 aprile 2010: vittoria del titolo italiano dei supermedi con vittoria per KO al primo round su Roberto Cocco;
- 15 ottobre 2010: mantenimento del titolo italiano dei supermedi con vittoria per KO tecnico al secondo round su Giuseppe Brischetto[5];
- 20 maggio 2011: vittoria del titolo WBC Silver International dei supermedi con vittoria per decisione unanime dopo 12 round sull'argentino Ruben Eduardo Acosta[6];
- 23 novembre 2012: sconfitta per il titolo dei supermedi dell'Unione Europea per ritiro al settimo round con il francese Christopher Rebrassé[7];
- 27 settembre 2014: vittoria del titolo italiano dei supermedi per ritiro dell'avversario Diego Velardo prima dell'inizio del match[8].

### Calcio a 5
Il PalaMalè ha ospitato le squadre di calcio a 5 del CUS Viterbo e dell'A.S. Nepi 2000, che hanno militato per alcune stagioni in Serie A. Il CUS Viterbo ha disputato qui il massimo campionato italiano nelle stagioni 1990-1991, 1994-1995 e 1995-1996, mentre l'A.S. Nepi 2000 nelle stagioni 2004-2005 (in cui ha vinto la Coppa Italia) e 2005-2006. 
L'impianto non è stato utilizzato per questa disciplina dal 2009 al 2024.

## Struttura

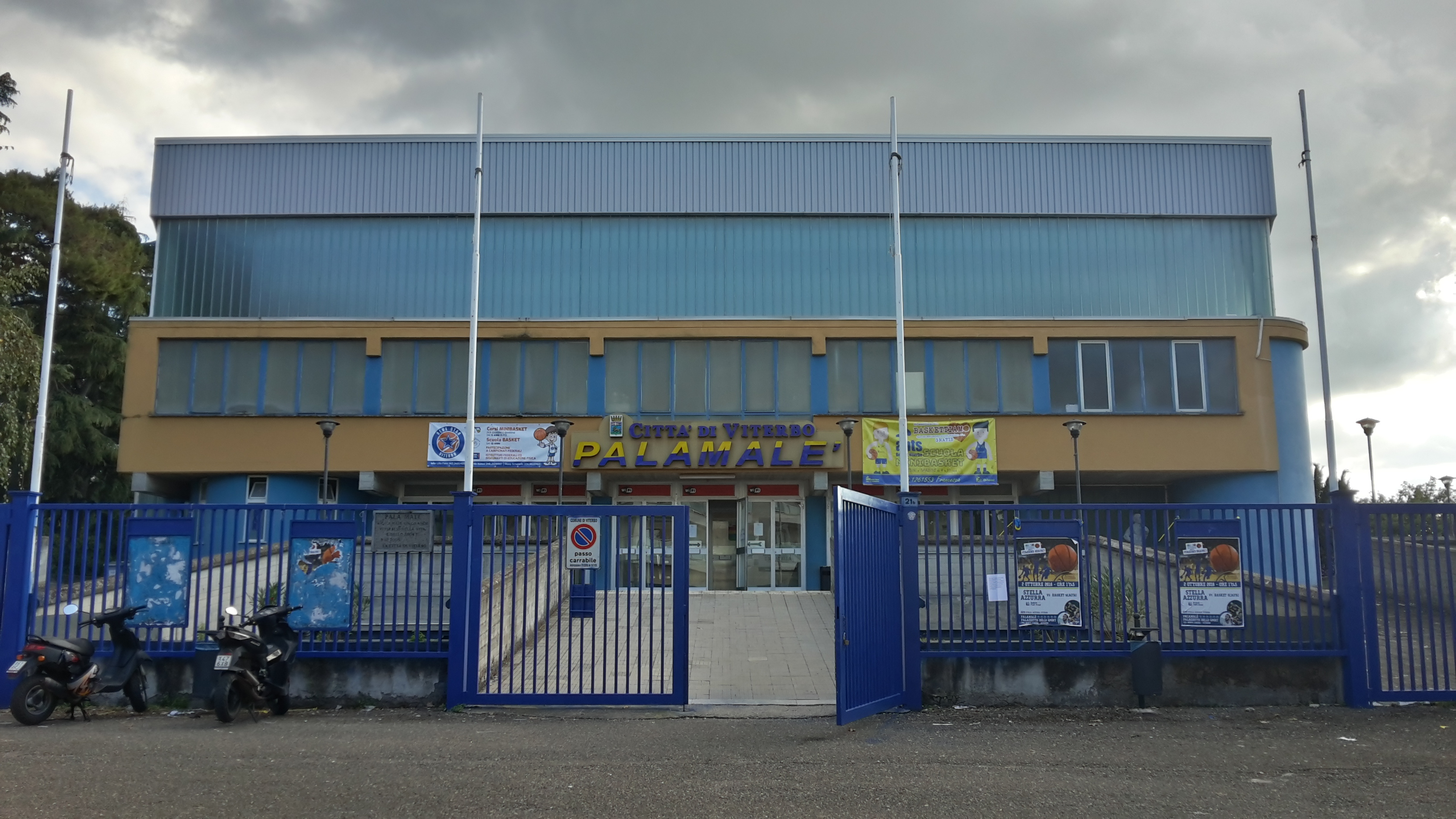
L'ingresso del PalaMalè nel 2016.

A causa delle limitazioni imposte ai costi nel bando pubblico del 1979, l’architetto Cesare Ligini adottò una struttura mista composta da un basamento in cemento armato, quasi del tutto interrato, in cui sono collocate tribune e servizi, sormontato da una copertura metallica concava disposta a ''M''. 
Il PalaMalè ha pianta esagonale e una capienza di 2200 posti a sedere. Gli spalti sono composti da due gradinate speculari in cemento - Nord e Sud - posizionate sui lati lunghi del campo di gioco, con seggiolini in plastica di colore azzurro. L'accesso agli spogliatoi dal campo si trova nella gradinata Nord ed è dotato di tunnel protettivo estendibile. Lungo i corridoi che si affacciano sui lati corti del campo - Est e Ovest - sono disponibili posti in piedi, per cui il palazzetto può arrivare a una capienza di circa 2500 spettatori.
Il campo è in parquet di legno chiaro con aree esterne, aree dei tre secondi e cerchio di centrocampo di colore azzurro. Al di sopra della gradinata Nord, in corrispondenza di un piano in cui sono presenti alcuni uffici, corre un balcone in cemento armato che si affaccia sul campo. All'interno delle tribune sono ricavati gli spogliatoi e alcuni locali attualmente in disuso.
Il PalaMalè dispone di parcheggio interno per pullman e automezzi della squadra ospite e per i mezzi di soccorso e delle forze dell'ordine. I parcheggi per il pubblico sono in Piazzale Atleti Azzurri d'Italia e in Largo Monti Cimini.

## Manifestazioni extra sportive
Il PalaMalè ha ospitato concerti e spettacoli di artisti di rilevanza nazionale e internazionale tra cui: Articolo 31, Maurizio Battista, Enrico Brignano, Fabrizio De André, Francesco Guccini, Jovanotti, Ligabue, Gianni Morandi, Anna Oxa, Giorgio Panariello, Laura Pausini, Max Pezzali, Beppe Grillo. Nel 2008 ha ospitato un comizio elettorale di Silvio Berlusconi.

## Galleria d'immagini

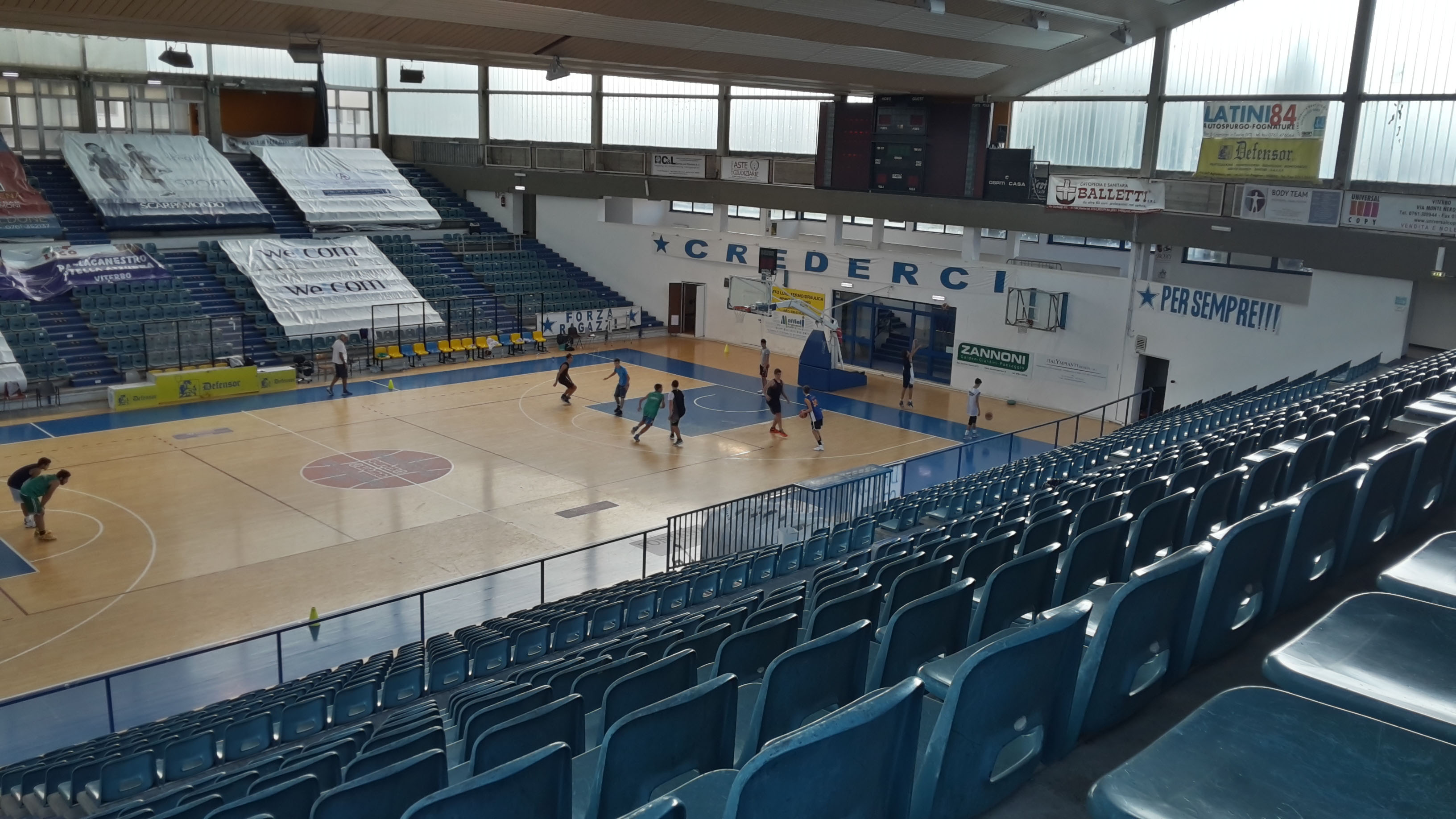
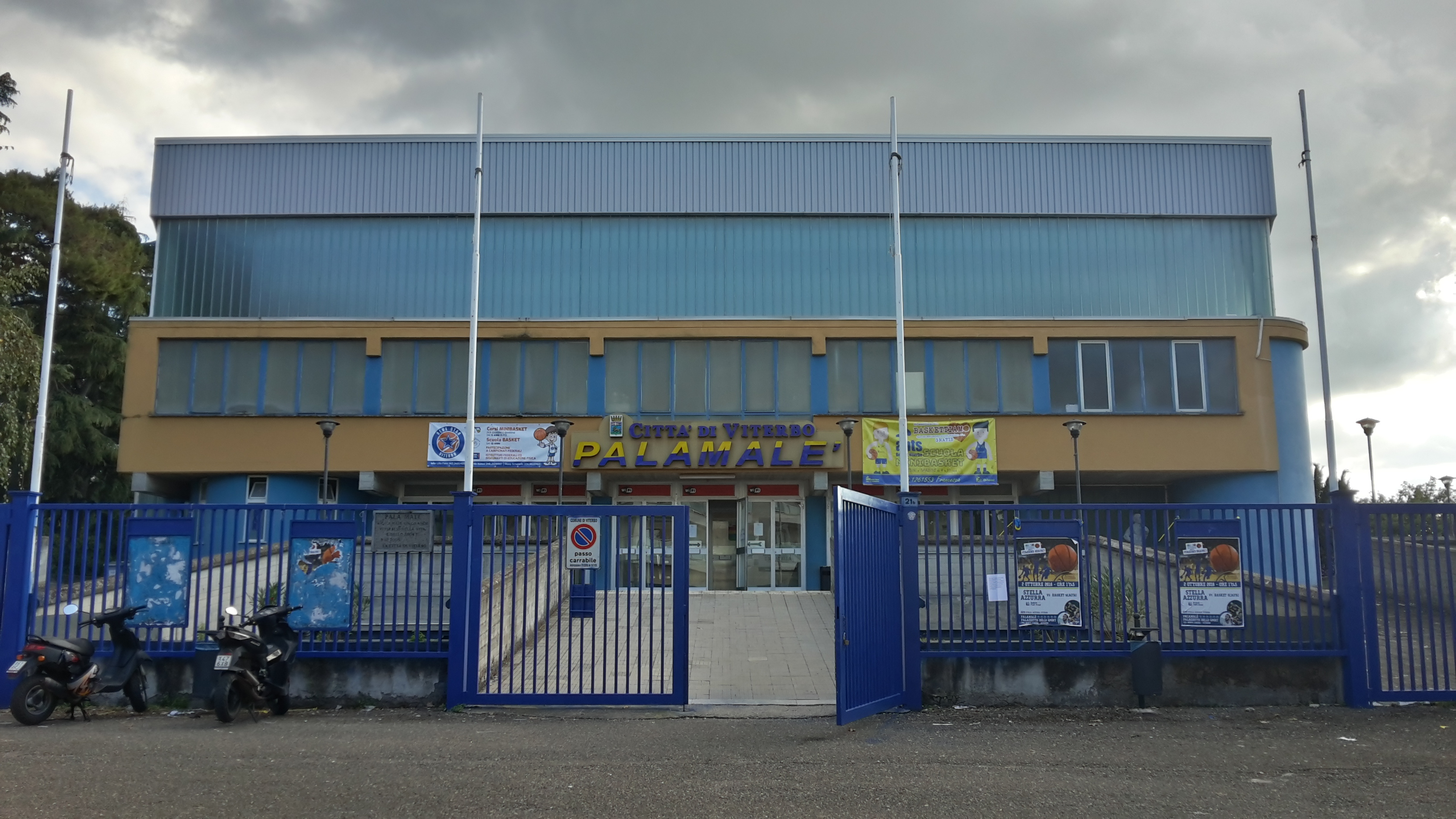